# Els secrets de la cosa nostra
|  | Aquest article tracta sobre una pel·lícula. Vegeu-ne altres significats a «Cosa Nostra». |

 Els secrets de la cosa nostra  és una pel·lícula policíaca franco-italiana de Terence Young estrenada el 1972. És igualment coneguda amb els títols  The Valachi Papers, Joe Valachi - I segreti di Cosa Nostra. Ha estat doblada al català.

## Argument
La pel·lícula comença a la penitencieria federal d'Atlanta, on un presoner envellit de nom Joseph Valachi (Charles Bronson) està empresonat per a tràfict d'heroïna. El seu cap Don Vito Genovese, padrí de la família del crim del mateix nom, també està empresonat allà. Genovese està segur que Valachi és un informador i li dona el petó de la mort.
Valachi mata per error un presoner que pensa equivocadament ser al sou de Genovese. Advertit de l'error per agents federals, Valachi es converteix en un informador, el primer en la història de la màfia. Explica la història de la seva vida.
La pel·lícula descriu la vida de Valachi. La d'un jove brètol que es converteix en gàngster associat a caps com Salvatore Maranzano (Joseph Wiseman). Maranzano és assassinat. Valachi declara plorant al seu enterrament, "no puc portar els morts. No puc matar éssers vius." Valachi es casa amb la filla d'un cap interpretat per Jill Ireland, la dona de Bronson a la vida real.
Valachi, en la màfia, és molestat per les seves males relacions amb el seu capo, Tony Bender (Guido Léontium). Després, el seu amic Gap és castrat per un gàngster per haver tingut relacions amb la dona de Vito Genovese.
El caos continua amb altres assassinats. Valachi testimonia davant un comitè Senadorial. Llavors, trastornat per haver testimoniat, intenta suïcidar-se. Però al final (segons les informacions que apareixen en sobreimpressió sobre la pantalla), sobreviu Genovese, que mor a la presó.

## Repartiment
- Charles Bronson: Joe Valachi
- Lino Ventura: Vito Genovese
- Jill Ireland: Maria Reina Valachi
- Walter Chiari: Gap
- Joseph Wiseman: Salvatore Maranzano
- Gerald S. O'Loughlin: Ryan
- Amedeo Nazzari: Gaetano Reina
- Fausto Tozzi: Albert Anastasia
- Pupella Maggio: Letizia Reina
- Angelo Infanti: Lucky Luciano
- Guido Leontini: Tony Bender
- María Baxa: Donna
- Mario Pilar: Salierno
- Franco Borelli: Buster
- Alessandro Sperli: Giuseppe "Joe the Boss" Masseria
- Natasha Chevelev: Jane
- Anthony Dawson: Investigador Federal
- Fred Valleca: Buck
- John Alarimo: Steven Ferrigno
- Steve Belloise: Winnie
- Giacomo De Michelis: Augie
- Arny Freeman: Warden
- Ron Gilbert: guardià de la prisó
- Frank Gio: Frank
- Syl Lamont: Comandant de Fort Monmouth
- Imelde Marani: Amant de Donna
- Isabelle Marchall: Mary-Lou
- Jason McCallum: Donald, el fill de Valachi
- Franco Ressel
- Sabine Sun: Jane

## Al voltant de la pel·lícula
- El guió de la pel·lícula és basat en el llibre The Valachi Papers de Peter Maas, que és el relat autobiogràfic de Joe Valachi.
- Hi ha almenys un anacronisme a la pel·lícula. En el moment d'una persecució de cotxes que té lloc a Nova York a la fi dels anys 1920, podem veure el World Trade Center a segon pla.